# Prusy (Aube)
Prusy település Franciaországban, Aube megyében. Lakosainak száma 88 fő (2022. január 1.). Prusy Chesley, Coussegrey, Vallières és Vanlay községekkel határos.

## Népesség
A település népessége az elmúlt években az alábbi módon változott:
| Lakosok száma | 110  | 101  | 102  | 106  | 102  | 98   | 94   | 95   | 96   | 88   |
|               | 1968 | 1982 | 1990 | 2006 | 2013 | 2015 | 2017 | 2019 | 2020 | 2022 |